# Préaux (Indre)
Préaux és un municipi francès, situat al departament de l'Indre i a la regió de Centre – Vall del Loira. L'any 2007 tenia 166 habitants.

## Demografia

### Població
El 2007 la població de fet de Préaux era de 166 persones. Hi havia 82 famílies, de les quals 33 eren unipersonals (29 homes vivint sols i 4 dones vivint soles), 29 parelles sense fills, 16 parelles amb fills i 4 famílies monoparentals amb fills.
La població ha evolucionat segons el següent gràfic:
Habitants censats

### Habitatges
El 2007 hi havia 152 habitatges, 87 eren l'habitatge principal de la família, 19 eren segones residències i 46 estaven desocupats. 151 eren cases i 1 era un apartament. Dels 87 habitatges principals, 66 estaven ocupats pels seus propietaris, 15 estaven llogats i ocupats pels llogaters i 6 estaven cedits a títol gratuït; 2 tenien una cambra, 12 en tenien dues, 25 en tenien tres, 23 en tenien quatre i 26 en tenien cinc o més. 73 habitatges disposaven pel capbaix d'una plaça de pàrquing. A 47 habitatges hi havia un automòbil i a 24 n'hi havia dos o més.

### Piràmide de població
La piràmide de població per edats i sexe el 2009 era:
| Homes | Edats   | Dones |
| ----- | ------- | ----- |
| 4     | 95 o +  | 0     |
| 0     | 90 a 94 | 0     |
| 4     | 85 a 89 | 4     |
| 0     | 80 a 84 | 4     |
| 4     | 75 a 79 | 4     |
| 12    | 70 a 74 | 4     |
| 8     | 65 a 69 | 12    |
| 8     | 60 a 64 | 4     |
| 0     | 55 a 59 | 4     |
| 12    | 50 a 54 | 0     |
| 12    | 45 a 49 | 12    |
| 8     | 40 a 44 | 4     |
| 20    | 35 a 39 | 4     |
| 4     | 30 a 34 | 4     |
| 0     | 25 a 29 | 4     |
| 4     | 20 a 24 | 0     |
| 4     | 15 a 19 | 4     |
| 4     | 10 a 14 | 0     |
| 0     | 5 a 9   | 0     |
| 0     | 0 a 4   | 0     |

## Economia
El 2007 la població en edat de treballar era de 92 persones, 70 eren actives i 22 eren inactives. De les 70 persones actives 61 estaven ocupades (39 homes i 22 dones) i 9 estaven aturades (3 homes i 6 dones). De les 22 persones inactives 12 estaven jubilades, 3 estaven estudiant i 7 estaven classificades com a «altres inactius».

### Ingressos
El 2009 a Préaux hi havia 81 unitats fiscals que integraven 161 persones, la mediana anual d'ingressos fiscals per persona era de 13.762 €.

### Activitats econòmiques
Dels 7 establiments que hi havia el 2007, 4 eren d'empreses de comerç i reparació d'automòbils, 1 d'una empresa de transport, 1 d'una empresa d'hostatgeria i restauració i 1 d'una empresa de serveis.
Dels 3 establiments de servei als particulars que hi havia el 2009, 1 era una oficina de correu, 1 taller de reparació d'automòbils i de material agrícola i 1 restaurant.
L'any 2000 a Préaux hi havia 28 explotacions agrícoles que ocupaven un total de 1.476 hectàrees.

## Poblacions més properes
El següent diagrama mostra les poblacions més properes.